# Güntherhöhle
Güntherhöhle är en grotta i Österrike. Den ligger i distriktet Bruck an der Leitha och förbundslandet Niederösterreich, i den östra delen av landet.
Den högsta punkten i närheten är Hundsheimer Berg, 480 meter över havet, norr om Güntherhöhle. Närmaste större samhälle är Hundsheim, sydöst om Güntherhöhle.
Trakten runt Güntherhöhle består av buskskog, vinodlingar och ödemark. Runt Güntherhöhle är det ganska tätbefolkat, med 78 invånare per kvadratkilometer.